# Saint-Aubin-de-Branne
Saint-Aubin-de-Branne ist eine französische Gemeinde mit 380 Einwohnern (Stand: 1. Januar 2022) im Département Gironde in der Region Nouvelle-Aquitaine (vor 2016 Aquitaine); sie gehört zum Arrondissement Libourne und zum Kanton Les Coteaux de Dordogne. Die Einwohner werden Saint-Aubinois genannt.

## Geographie
Saint-Aubin-de-Branne liegt etwa 41 Kilometer östlich von Bordeaux. An der östlichen Gemeindegrenze verläuft der Fluss Engranne, der am Nordostende der Gemeinde in die Dordogne mündet. Umgeben wird Saint-Aubin-de-Branne von den Nachbargemeinden Branne und Cabara im Norden, Sainte-Terre im Nordosten, Saint-Jean-de-Blaignac im Osten, Rauzan im Südosten, Naujan-et-Postiac im Süden sowie Lugaignac im Westen.

## Bevölkerungsentwicklung
| Jahr                       | 1962 | 1968 | 1975 | 1982 | 1990 | 1999 | 2010 | 2020 |
| Einwohner                  | 245  | 228  | 222  | 251  | 278  | 282  | 360  | 376  |
| Quellen: Cassini und INSEE |      |      |      |      |      |      |      |      |

## Sehenswürdigkeiten
- Kirche Notre-Dame (Monument historique)
- Schloss Le Bedat
- Schloss L'Hérisson
- Schloss Conques
- Mühlen von Lescours und L'Estrebeau

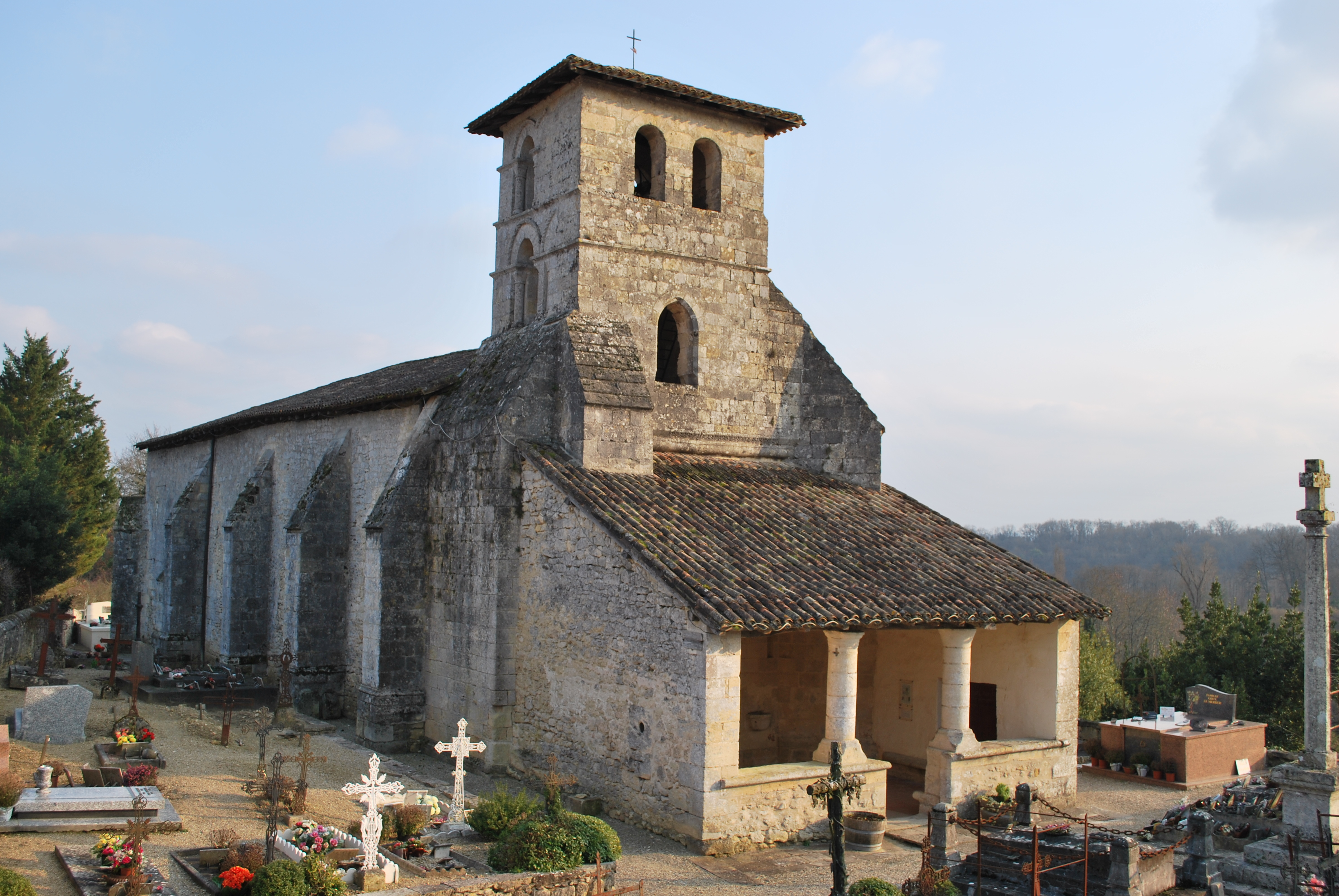
Kirche Notre-Dame
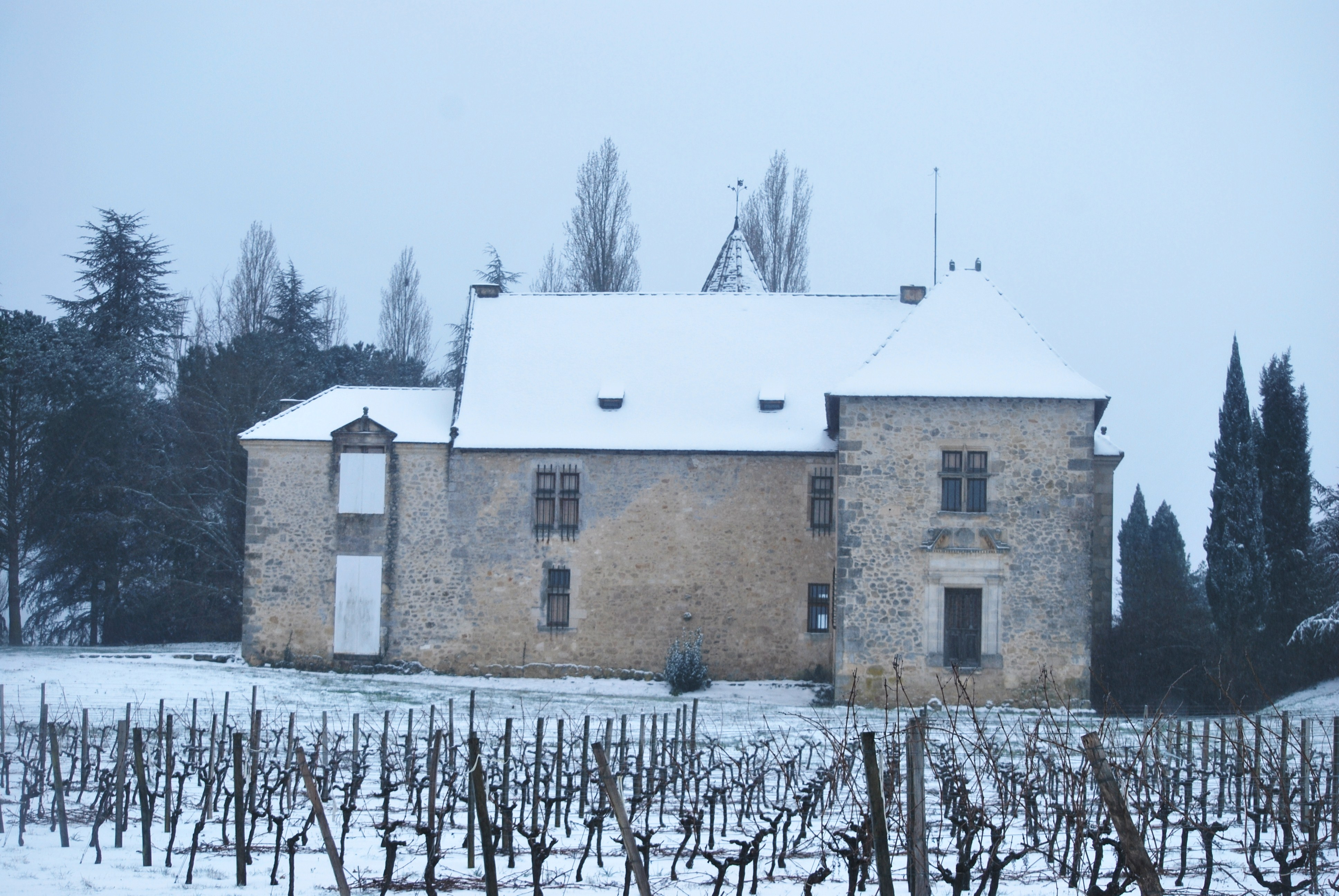
Schloss L'Hérisson
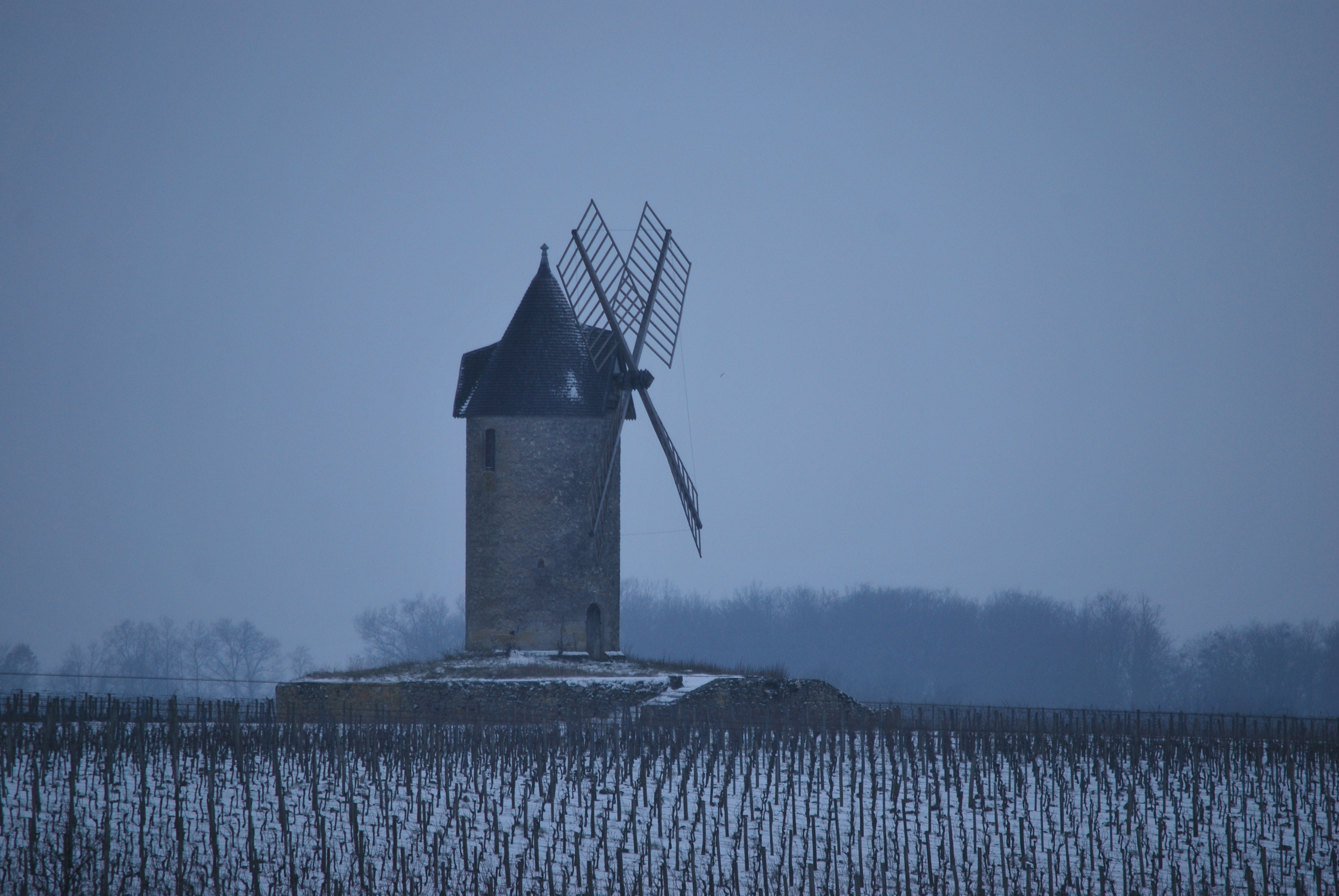
Mühle von Lescours